# Izopropilamină
Izopropilamina (monoizopropilamina, MIPA, 2-propilamina) este un compus organic, o amină. Este un lichid incolor higroscopic, cu miros asemănător amoniacului. Este miscibil cu apa și inflamabil. Este un intermediar valoros în industria chimică. Izopropilamina este amina primară obținută prin înlocuirea grupării hidroxil din alcool izopropilic cu o grupă amino. 

## Legături externe
- International Chemical Safety Card 0908
- NIOSH Pocket Guide to Chemical Hazards. „#0360”. National Institute for Occupational Safety and Health (NIOSH).